# Tony Maxworthy
Tony Maxworthy (Londres, 21 de maio de 1933 — 8 de março de 2013) foi um engenheiro estadunidense nascido no Reino Unido.
Especialista em hidrodinâmica, foi professor da Universidade do Sul da Califórnia (USC).